# Rafał Bigus
Rafał Bigus, né le 12 juillet 1976, à Stargard Szczeciński, en Pologne, est un joueur de basket-ball polonais. Il évolue au poste de pivot.

## Palmarès
- Champion de République tchèque 2006
- Coupe de Pologne 2001
- Champion USBL 2001